# أليس دافنبورت
أليس دافنبورت (بالإنجليزية:Alice Davenport) (مواليد 29 فبراير 1864 - وفيات 24 يونيو 1936). ممثلة أفلام أمريكية. ظهرت في 140 فيلما بين عامي 1911 و1930.

## روابط خارجية
- أليس دافنبورت على موقع IMDb (الإنجليزية)
- أليس دافنبورت على موقع أول موفي (الإنجليزية)
- أليس دافنبورت على موقع قاعدة بيانات برودواي على الإنترنت (الإنجليزية)
- أليس دافنبورت على موقع قاعدة بيانات الأفلام السويدية (السويدية)
- أليس دافنبورت على موقع قاعدة بيانات الفيلم (الإنجليزية)
- أليس دافنبورت على موقع كينوبويسك (الروسية)